# Mayo (peintre)
Pour les articles homonymes, voir Mayo.
Mayo est un décorateur, costumier et peintre gréco-français, né le 15 février 1906 à Port-Saïd (Égypte) et mort le 1er octobre 1990 à Seine-Port (Seine-et-Marne, France).
Ami de Prévert et de Desnos, il est généralement classé comme surréaliste — mouvement auquel il participa activement sans jamais le rejoindre officiellement. En tant que décorateur ou costumier, il a participé à des chefs-d'œuvre du cinéma comme Les Enfants du paradis de Marcel Carné, Casque d'Or de Jacques Becker ou Hiroshima, mon amour d'Alain Resnais.
En 2012, l'historienne d'art Evelyne Yeatman-Eiffel publie le catalogue raisonné de son œuvre.

## Biographie

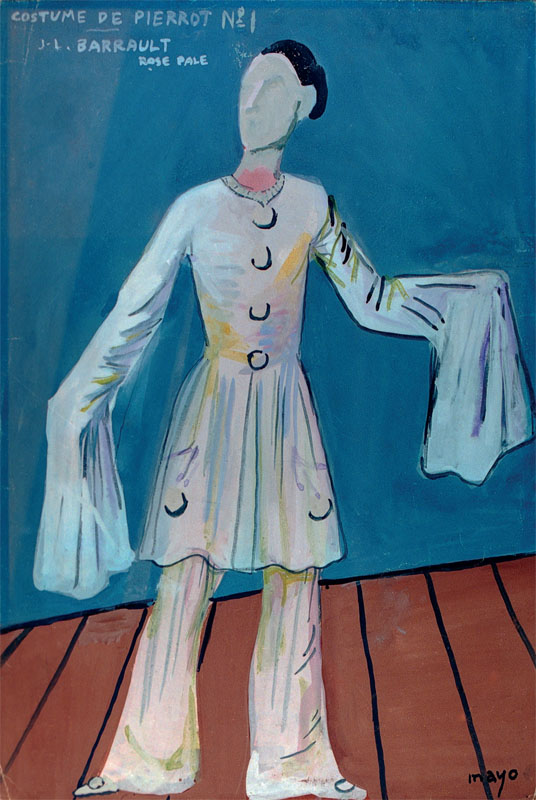
Costume de Pierrot destiné au personnage de Baptiste, par Mayo, dans Les Enfants du paradis.

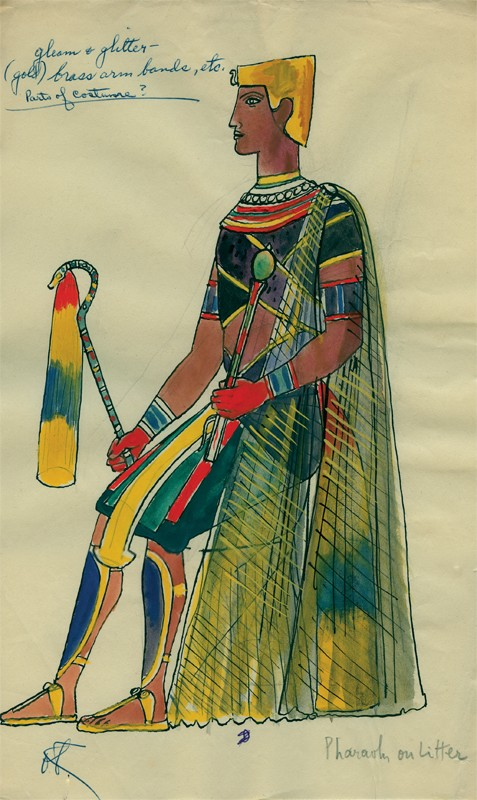
Costume de La Terre des pharaons par Mayo – avec le paraphe de Howard Hawks.

### Origines et formation
Mayo naît le 15 février 1906 à Port-Saïd sous le nom d'Antoine Malliarakis,, d'un ingénieur grec du canal de Suez et d'une mère française. Adolescent, il est pensionnaire dans un sévère collège jésuite d'Alexandrie, expérience qui forge durablement son désir d'indépendance et de liberté[source insuffisante].
Après son bac, son père l'envoie à Paris faire des études d'architecture. Mais Mayo ne pense déjà qu'à la peinture. Il dessine sans arrêt, fréquente le Montparnasse, se lie d'amitié avec Tzara, Picabia, Foujita, et anime même un temps le bar Le Jockey, épicentre artistique de l'époque, en compagnie de Kiki de Montparnasse.
Reçu aux Beaux-Arts de Paris en 1924, il participe aux réunions du tout nouveau mouvement surréaliste et devient l'ami de Desnos et Prévert. Cependant, Mayo, épris de liberté, préfère peindre seul et ne rejoint pas formellement le groupe.

### Carrière
Après avoir exposé avec différents artistes, Mayo commence à exposer seul. En 1930, il loue son premier atelier.
Il collabore à la revue Le Grand Jeu. Le Front populaire et la terrible guerre d'Espagne lui inspirent de nombreuses compositions.

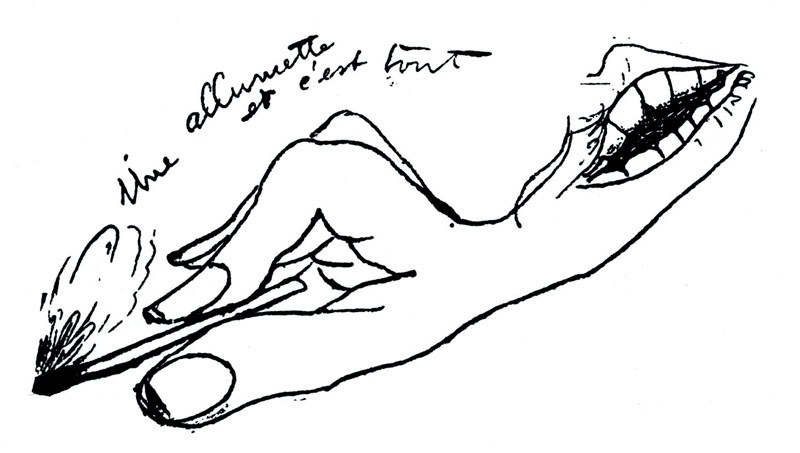
Illustration de Mayo pour le deuxième numéro du Grand Jeu.

Dans les années 1940, parallèlement à sa carrière de peintre (il illustre les ouvrages de Camus et Prévert), Mayo crée des costumes et des décors pour le théâtre et pour le cinéma avec un succès croissant. Après avoir réalisé les costumes du chef-d'œuvre de Marcel Carné, Les Enfants du paradis, il enchaîne sur une série de films non moins célèbres : La Beauté du diable, Casque d'Or ou La Terre des pharaons, péplum américain réalisé par Howard Hawks.
Mayo continue à exposer régulièrement en France, en Suisse et en Italie, où il s'établit dans les années 1960 et jusqu'en 1984.
Atteint d'une grave affection des yeux, il abandonne la peinture. Il est nommé en 1986 commandeur de l'ordre des Arts et des Lettres.

### Vie privée
Mayo a été mariée à France Benoît puis à Jacqueline Labusquière.
Il est le père de Jean-Gilles Malliarakis et le grand-oncle de Matila Malliarakis.
Sa belle-fille est intervenue dans l'émission Affaire conclue diffusée le 19 septembre 2023, pour mettre en vente une gouache de Mayo, représentant l'actrice Arletty dans le film Les Enfants du paradis, avec en bas à gauche du tableau, un morceau du tissu de sa robe bleue.[réf. nécessaire]

### Mort
Mayo meurt le 1er octobre 1990 à Seine-Port (Seine-et-Marne).

## Œuvres
- Lumière de la jeunesse, 1959, huile sur toile, 150 x 85 cm, dépôt du Fonds national d'art contemporain, Gray, musée Baron-Martin.

## Expositions
Du 19 octobre 2016 au 16 janvier 2017, deux tableaux de Mayo font partie de l'importante exposition « Art et Liberté : rupture, guerre et surréalisme en Égypte (1938-1948) » organisée au centre national d'art et de culture Georges-Pompidou[source insuffisante], exposition qui est reprise à la Tate Gallery de Londres[réf. souhaitée].

## Filmographie

### Acteur
- 1962 : Comme un poisson dans l'eau d'André Michel

### Costumier
- 1945 : Les Enfants du paradis de Marcel Carné
- 1946 : Les Portes de la nuit de Marcel Carné
- 1948 : Barry de Richard Pottier
- 1949 : La Beauté du diable de René Clair
- 1951 : Juliette ou la clé des songes de Marcel Carné
- 1952 : Casque d'Or de Jacques Becker
- 1952 : Trois Femmes d'André Michel
- 1953 : Thérèse Raquin de Marcel Carné
- 1954 : Un acte d'amour d'Anatole Litvak
- 1955 : La Terre des pharaons de Howard Hawks
- 1957 : Une vie d'Alexandre Astruc
- 1957 : Sans famille d'André Michel
- 1960 : Terrain vague de Marcel Carné
- 1962 : Du mouron pour les petits oiseaux de Marcel Carné
- 1962 : Comme un poisson dans l'eau d'André Michel

### Décorateur
- 1946 : Les Vivants de Henri Troyat, Théâtre du Vieux-Colombier
- 1951 : Au cœur de la Casbah de Pierre Cardinal
- 1957 : Sans famille d'André Michel
- 1958 : Hiroshima, mon amour d'Alain Resnais
- 1961 : Amélie ou le Temps d'aimer de Michel Drach
- 1962 : Leviathan , de Léonard Keigel
- 1965 : L'Homme de Marrakech de Jacques Deray

## Distinction
- Commandeur de l'ordre des Arts et des Lettres